# Đảo Bạch Quy

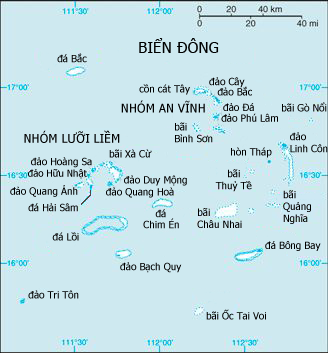
Quần đảo Hoàng Sa

Đảo Bạch Quy (tiếng Anh: Passu Keah, tiếng Trung: 盘石屿; bính âm: Pánshí yǔ, Hán-Việt: Bàn Thạch dự) là một cồn cát nằm trên vành san hô của một rạn san hô vòng (tức đá Bạch Quy) thuộc nhóm đảo Lưỡi Liềm của quần đảo Hoàng Sa. Đảo Bạch Quy cách đá Lồi 8,6 hải lý (15,9 km) về phía Nam.
Việt Nam, Đài Loan và Trung Quốc đều tuyên bố chủ quyền đối với quần đảo Hoàng Sa, trong đó có đảo Bạch Quy. Hiện nay, Trung Quốc đang kiểm soát thực thể này.

## Đặc điểm
Đảo Bạch Quy là một cồn cát trắng nhỏ nổi trên góc tây bắc của vành san hô lớn thuộc một rạn san hô vòng, đá Bạch Quy, vốn chỉ thật sự nổi hẳn lên khỏi mặt nước khi thủy triều xuống. Rạn vòng chứa đảo Bạch Quy, đá Bạch Quy, có chiều dài tính từ tây sang đông khoảng 4,4 hải lý (8,1 km), rộng khoảng 2,2 hải lý (4,1 km). Diện tích cồn cát này khoảng 4,5 ha. 